# مالفيك
مالفيك، بالنرويجية Malvik، قرية وبلدية في مقاطعة سور تروندلاغ بالنرويج، وتعد جزءا من إقليم تروندهايم. المقر الإداري للبلدية هو قرية هومالفيك، كما تضم قرى أخرى مثل: موروفيكا، سميسكاريت، سنايسن، فيكهامر وهوندهاميرين.
مافليك اسم يطلق على البلدية ككل وكذلك على قرية مالفيك. تقع قرية مالفيك بين هومالفيك وفيكهامر. تقر مساحة البلدية بـ3.02 كيلومترا مربعا ويبلغ عدد سكانها 6,554 نسمة بكثافة تقدر بـ2,170 نسمة في الكيلومتر المربع الواحد.

## معلومات عامة
تأسست بلدية مالفيك في عام 1891 عندما تم فصلها من ستريندا. في 1 يناير/كانون الثاني 1914 جزء صغير من لانكا تم إلحاقه بمالفيك. في 1 يوليو/تموز 1953 تم إلحاق جزء صغير من مالفيك بستريندا.

### التسمية
تمت تسمية البلدية تيمنا بمزرعة مالفيك القديمة (باللغة النوردية القديمة Manvík)، وهذا لأن الكنيسة الأولى تم بنائها في تلك المزرعة. الجزء الأول من الكلمة هو على الأرجح mǫn ويعني عرف الفرس، ويشير إلى قمة جبل تقع وراء المزرعة، مع العلم أن «عرف الفرس» اسم يطلق على العديد من الجبال في النرويج، حيث يتم تشبيه شكلها إلى عرف فرس. الجزء الأخير من الكلمة (باللغة النوردية القديمة Vík) مطابق لكلمة vik وتعني «بوغاز».

### شعار النبالة
شعار النبالة اعتمد حديثا في 23 يوليو/تموز 1982، ويصور حيوان كابركايلي (وهو حيوان يشبه شكله شكل الديك الرومي ويعيش في غابات الصنوبر الأوراسية)، في إشارة إلى الطبيعة الغنية في المنطقة.

### الكنائس
تمتلك كنيسة النرويج أبشريتين في بلدية مالفيك، وهي تابعة لعمادة ستيوردال وأسقفية نيداروس.
| الأبشرية | اسم الكنيسة     | تاريخ البناء | موقع الكنيسة |
| -------- | --------------- | ------------ | ------------ |
| هومالفيك | هومالفيك كيركا  | 1886         | هومالفيك     |
| هومالفيك | موستادمارك كابل | 1986         | سنايسن       |
| مالفيك   | مالفيك كيركا    | 1846         | مالفيك       |

## الجغرافيا

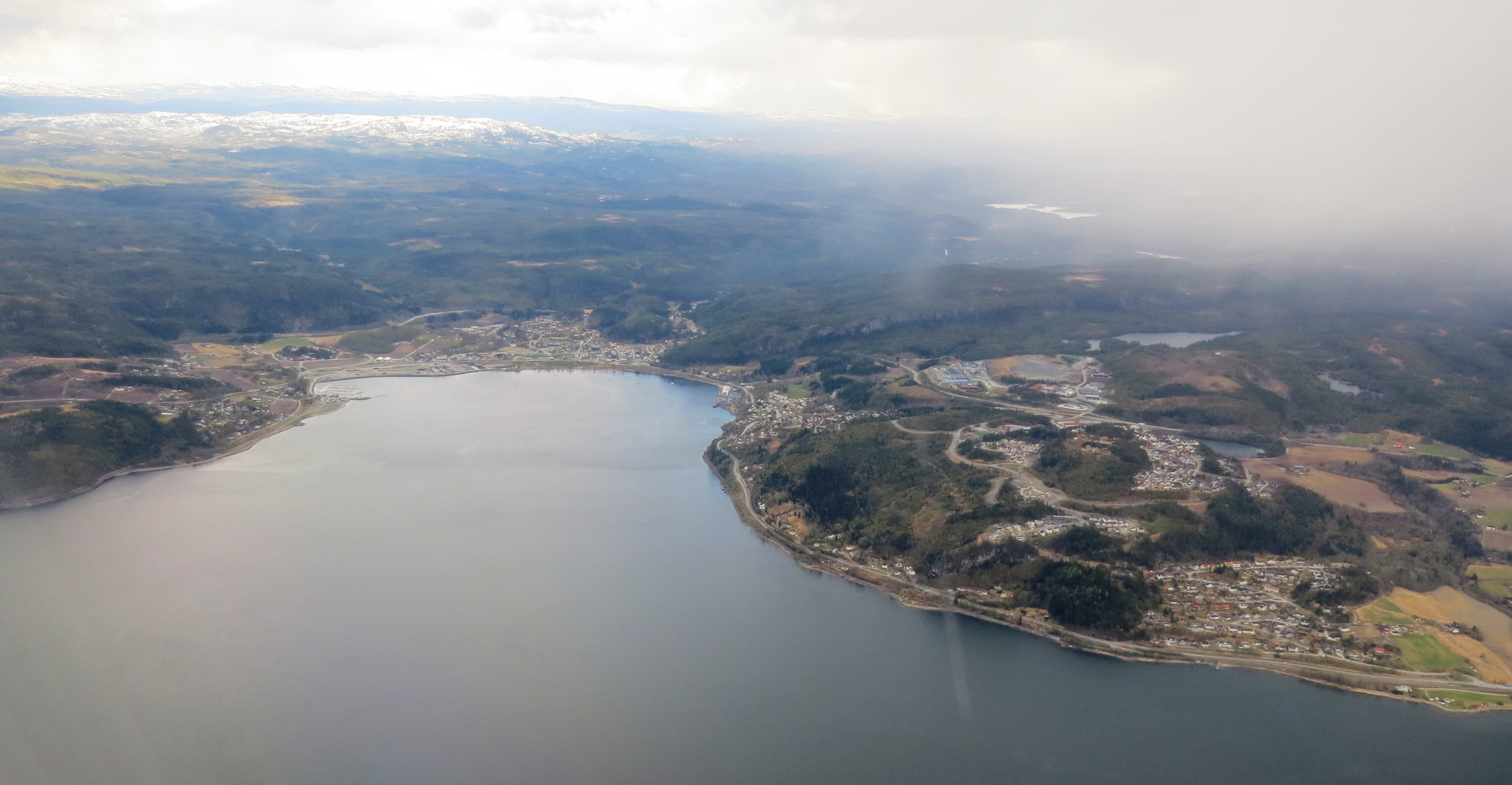
مالفيك في النرويج

تقع مالفيك شرق تروندهايم، وهي واحدة من أكبر المدن في المنطقة والنرويج على حد سواء. العديد من سكان مالفيك يعملون في تروندهايم، كما توجد بعض الصناعة المحلية في مالفيك نفسها.
الجزء الغربي من مالفيك يمتد على طول ترونهايمفيورد، وفي هذا الجزء الساحلي تعيش الأغلبية الكبرى من السكان، كما تقع فيه المدارس وأماكن العمل. مقر البلدية هو قرية هومالفيك، التي تقع على بعد 16 ميلا من تروندهايم، وكانت لوقت طويل أكبر تجمع سكاني في مالفيك، لكن في العقود الأخيرة، المنطقة الموجودة حول فيكهامر وهوندهاميرين (حوالي 6.2 ميلا إلى الغرب) عرفت نموا أسرع من هومالفيك، كما نمت العديد من مناطق السكن والأعمال والتسوق لتشكل ما يعرف بمنطقة مالفيك الحضرية.
الجزء الجنوبي من البلدية يتكون أساسا من المزارع والغابات، مع العديد من المناطق الجذابة للتنزه. نهر الهولما يقع شمالا باتجاه تروندهايمفيورد. بحيرة جونسفاتنت تقع في الحدود الغربية للبلدية.

## النقل
إلى الشرق من مالفيك تقع بلدية ستوردال التي تضم مطار تروندهايم فيرنس. يبرمج المطار العديد من الرحلات إلى وجهات مختلفة في النرويج، وحتى إلى أوروبا (مثل لندن، أمستردام، كوبنهاغن، استوكهولم وبراغ). يمر بالبلدية الطريق الأوروبي السريع E6 ويحتوي على العديد من الأنفاق، أطولها نفق هيل.
تمتد شبكة السكك الحديدية نوردلاندسبانن من تروندهايم إلى بودو، وتوجد محطتي قطار في مالفيك: محطة فيكهامر ومحطة هوملفيك.

## شخصيات وأعلام من مالفيك
- جوهان نيغاردسفولد (1879-1952)، رئيس وزراء النرويج ما بين 1935 و1945.
- كاري إنغبريغتسن (1965-)، لاعب كرة قدم.
- إنغفيلد فاغين ملفيك (1971-)، سياسي نرويجي.

## روابط خارجية
- الموقع الرسمي للبلدية (باللغة النرويجية).
- دليل سور تروندلاغ السياحي على Wikivoyage.
- إحصاءات حول البلدية في موقع الإحصاءات النرويجي.
- توقعات أحوال الطقس لهوغان في مالفيك.